# フランケンハルト
フランケンハルト (ドイツ語: Frankenhardt) は、ドイツ連邦共和国バーデン＝ヴュルテンベルク州北東部シュヴェービッシュ・ハル郡に属す町村（以下、本項では便宜上「町」と記述する）。

## 地理

### 位置
フランケンハルトは、バーデン＝ヴュルテンベルク州の北東部、ホーエンローエ地方に位置する。町をヤクスト川が流れている。

### 隣接する自治体
隣接する自治体は、北がクライルスハイム、東がシュティムプファッハ、南東がヤクストツェル、南がローゼンベルク（最後の２つはオストアルプ郡）、南西がビューラータン、西がオーバーゾントハイムおよびフェルベルクである。

### 自治体の構成
フランケンハルトは、3つの地区、39の集落からなる。
| Honhardt     | - ホンハルト - アルテンフェルデン、アッペンゼー、ベヒホーフ、エッカーロート、フレッケンバッハゼクミューレ、ガウフスハウゼン、グルンバッハゼクミューレ、ヘンケンゼクミューレ、ヒルシュホーフ、イプスホーフ、マインクリング、ノイハウス、ライフェンホーフ・ウント・ライフェンゼクミューレ、ライスホーフ、ザントホーフ、シュタインバッハ・アン・デア・ヤクスト、ティーフェンゼクミューレ、ウンターシュペルタッハ、フォルダールールベルク、ツム・ヴァグナー |
| Gründelhardt | - グリュンデルハルト - バンツェンヴァイラー、ベッツェンミューレ、ビルクホーフ、ブルンツェンベルク、フィヒテンハウス、ヘルマンスホーフェン、ヒンタールールベルク、マルカーツホーフェン、シュパイヒビュール、シュテッテン |
| Oberspeltach | - オーバーシュペルタッハ - ボノルツホーフ、ノイベルク（無人の森林小屋）、シュタインハイク、ヴァルトブーフ |

## 歴史
フランケンハルトは、市町村再編の時代、1974年1月1日にそれまで独立した自治体であったグリュンデルハルトとホンハルトが合併し成立した。1年後の1975年1月1日にやはり独立した自治体であったオーバーシュペルタッハが合併して現在に至っている。

## 行政
この自治体は、クライルスハイム行政共同体の一員になっている。

## 見所

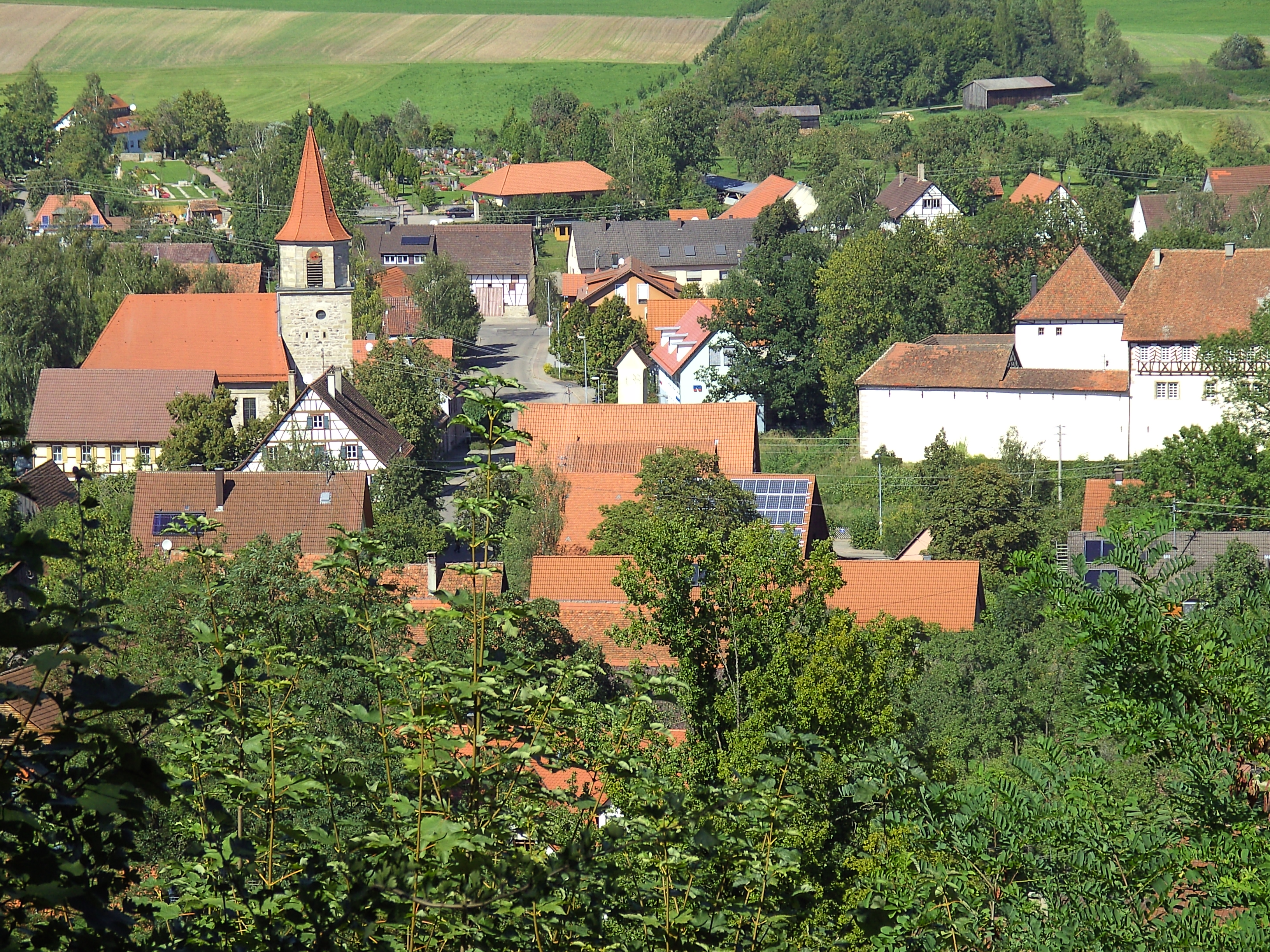
ホンハルトの集落。中景の左よりの尖塔が教会。教会から道を挟んで向かい側、中景右端の白壁がホンハルト城

- オーバーシュペルタッハ北の城山の上にあるシュヴェービッシュ・アルプ協会の展望塔
- ホンハルトの水城
- ヘルマンスホーフェンの聖ルカ礼拝堂

## 引用
1. ↑  Statistisches Landesamt Baden-Württemberg – Bevölkerung nach Nationalität und Geschlecht am 31. Dezember 2023 (CSV-Datei)